# 百家湖
31°56′10″N 118°48′55″E / 31.935977°N 118.8152527°E
百家湖，是南京市江宁区的湖泊。曾名马牧湖，因湖畔为牧马场所而得名；后因其灌溉周围百家农田，改名为百家湖。面积0.53平方千米，平均水深4米。